# Pawapuro Production
A Baseball Content Production (ベースボールコンテンツプロダクション), korábban Baseball Content Studio (ベースボールコンテンツスタジオ), korábbi és ismertebb nevén Pawapuro Production (パワプロプロダクション), még korábban Diamond Head (ダイヤモンドヘッド) és Diamond Head Production (ダイヤモンドヘッドプロダクション), észak-amerikai nevén Power Pro Production videójáték-fejlesztő csapat volt, melyet 1996-ban alapítottak a Konami Digital Entertainment (KDE-J) oszakai részlegének részeként. A csapat elsősorban baseball-videójátékokat fejlesztett, köztük a Dzsikkjó Powerful Pro jakjú, a Pavapuro-kun Pocket és a Pro jakjú Spirits sorozatok tagjait.
A csapatot 2015 márciusában egy szervezeti átszervezés keretében beolvasztották a Konami „központosított termelési rendszerébe”, így megszüntetve azt.

## Videójátékai
Dzsikkjó Powerful Pro jakjú sorozat
- Dzsikkjó Powerful Pro jakjú 3 (1996, Super Famicom)
  - Dzsikkjó Powerful Pro jakjú ’96 kaimaku-ban (1996, Super Famicom)
- Dzsikkjó Powerful Pro jakjú EX (1997, játékterem)
- Dzsikkjó Powerful Pro jakjú ’96 (1997, Windows)
- Dzsikkjó Powerful Pro jakjú 4 (1997, Nintendo 64)
- Dzsikkjó Powerful Pro jakjú ’97 kaimaku-ban (1997, PlayStation)
- Dzsikkjó Powerful Pro jakjú S (1997, Sega Saturn)
- Dzsikkjó Powerful Pro jakjú ’98 EX (1998, játékterem)
- Dzsikkjó Powerful Pro jakjú ’96 (1998, Windows)
- Dzsikkjó Powerful Pro jakjú Basic-ban 98 (1998, Super Famicom)
- Dzsikkjó Powerful Pro jakjú 5 (1998, Nintendo 64)
- Dzsikkjó Powerful Pro jakjú ’98 kaimaku-ban (1998, PlayStation)
  - Dzsikkjó Powerful Pro jakjú ’98 kettei-ban (1998, PlayStation)
- Dzsikkjó Powerful Pro jakjú 6 (1999, Nintendo 64)
- Dzsikkjó Powerful Pro jakjú ’99 kaimaku-ban (1999, PlayStation)
  - Dzsikkjó Powerful Pro jakjú ’99 kettei-ban (1999, PlayStation)
- Dzsikkjó Powerful Pro jakjú 2000 (2000, Nintendo 64)
- Dzsikkjó Powerful Pro jakjú 2000 kaimaku-ban (2000, PlayStation)
  - Dzsikkjó Powerful Pro jakjú 2000 kettei-ban (2000, PlayStation)
- Dzsikkjó Powerful Pro jakjú 7 (2000, PlayStation 2)
  - Dzsikkjó Powerful Pro jakjú 7 kettei-ban (2000, PlayStation 2)
- Dzsikkjó Powerful Pro jakjú Online taiszen-ban (2001, Windows)
- Dzsikkjó Powerful Pro jakjú Basic-ban 2001 (2001, Nintendo 64)
- Dzsikkjó Powerful Pro jakjú 2001 (2001, PlayStation)
  - Dzsikkjó Powerful Pro jakjú 2001 kettei-ban (2001, PlayStation)
  - Dzsikkjó Powerful Pro jakjú 2002 haru (2002, PlayStation)
  - Dzsikkjó Powerful Pro jakjú Premium-ban (2003, PlayStation)
- Dzsikkjó Powerful Pro jakjú 8 (2001, PlayStation 2)
  - Dzsikkjó Powerful Pro jakjú 8 kettei-ban (2001, PlayStation 2)
- Dzsikkjó Powerful Pro jakjú 9 (2002, Nintendo GameCube, PlayStation 2)
  - Dzsikkjó Powerful Pro jakjú 9 kettei-ban (2002, Nintendo GameCube, PlayStation 2)
- Powerful Pro jakjú Online (2003, Windows)
- Dzsikkjó Powerful Pro jakjú 10 (2003, Nintendo GameCube, PlayStation 2)
  - Dzsikkjó Powerful Pro jakjú 10 csó kettei-ban 2003 Memorial (2003, Nintendo GameCube, PlayStation 2)
- Dzsikkjó Powerful Pro jakjú 11 (2004, Nintendo GameCube, PlayStation 2)
  - Dzsikkjó Powerful Pro jakjú csó 11 kettei-ban (2004, Nintendo GameCube, PlayStation 2)
- Dzsikkjó Powerful Pro jakjú 12 (2005, Nintendo GameCube, PlayStation 2)
  - Dzsikkjó Powerful Pro jakjú 12 kettei-ban (2005, Nintendo GameCube, PlayStation 2)
- Mobile Powerful Pro jakjú kósiki License-ban (2006, mobiltelefonok)
- Dzsikkjó Powerful Pro jakjú Portable (2006, PlayStation Portable)
- Dzsikkjó Powerful Pro jakjú 13 (2006, PlayStation 2)
  - Dzsikkjó Powerful Pro jakjú 13 kettei-ban (2006, PlayStation 2)
- Dzsikkjó Powerful Pro jakjú Portable 2 (2007, PlayStation Portable)
- Dzsikkjó Powerful Pro jakjú 14/Wii (2007, PlayStation 2/Wii)
  - Dzsikkjó Powerful Pro jakjú 14/Wii kettei-ban (2007, PlayStation 2/Wii)
- Dzsikkjó Powerful Pro jakjú Portable 3 (2008, PlayStation Portable)
- Dzsikkjó Powerful Pro jakjú 15 (2008, PlayStation 2, Wii)
  - Dzsikkjó Powerful Pro jakjú 2009 (2009, PlayStation 2)
  - Dzsikkjó Powerful Pro jakjú Next (2009, Wii)
- Powerful Pro jakjú Touch (2009, mobiltelefonok)
- Mobile Powerful Pro jakjú ikkjú szokuhó (2009, mobiltelefonok)
- Dzsikkjó Powerful Pro jakjú Portable 4 (2009, PlayStation Portable)
- Power Pro Success Legends (2010, PlayStation Portable)
- Nettó! Powerful Kósinen (2010, Nintendo DS)
- Dzsikkjó Powerful Pro jakjú 2010 (2010, PlayStation 3, PlayStation Portable)
- Power Pro Home Run kjószó for GREE (2011, mobiltelefonok)
- Dzsikkjó Powerful Pro jakjú 2011 (2011, PlayStation 3, PlayStation Portable)
  - Dzsikkjó Powerful Pro jakjú 2011 kettei-ban (2011, PlayStation 3, PlayStation Portable)
- Mobile Powerful Pro jakjú 2012 for au SmartPass (2012, mobiltelefonok)
- Dzsikkjó Powerful Pro jakjú 2012 (2012, PlayStation 3, PlayStation Portable, PlayStation Vita)
  - Dzsikkjó Powerful Pro jakjú 2012 kettei-ban (2012, PlayStation 3, PlayStation Portable, PlayStation Vita)
- Dzsikkjó Powerful Pro jakjú 2013 World Baseball Classic (2013, mobiltelefonok)
- Pavapuro Stadium (2013, PlayStation 3, PlayStation Vita)
- Dzsikkjó Powerful Pro jakjú 2013 (2013, PlayStation 3, PlayStation Portable, PlayStation Vita)
- Dzsikkjó Powerful Pro jakjú (2014, mobiltelefonok)
- Dzsikkjó Powerful Pro jakjú 2014 (2014, PlayStation 3, PlayStation Vita)

Power Major sorozat
- Dzsikkjó Powerful Major League (2006, Nintendo GameCube, PlayStation 2)
- Dzsikkjó Powerful Major League 2/Wii (2007, PlayStation 2/Wii)
- Dzsikkjó Powerful Major League 3 (2008, Nintendo DS, PlayStation 2, Wii)
- Dzsikkjó Powerful Major League 2009 (2009, PlayStation 2, Wii)

Pro Pro Kun Pocket sorozat
- Pavapuro-kun Pocket (1999, Game Boy)
- Pavapuro-kun Pocket 2 (2000, Game Boy)
- Pavapuro-kun Pocket 3 (2001, Game Boy Advance)
- Pavapuro-kun Pocket 4 (2002, Game Boy Advance)
- Pavapuro-kun Pocket 5 (2003, Game Boy Advance)
- Pavapuro-kun Pocket 6 (2003, Game Boy Advance)
- Pavapuro-kun Pocket 1–2 (2004, Game Boy Advance)
- Pavapuro-kun Pocket 7 (2004, Game Boy Advance)
- Pavapuro-kun Pocket 8 (2005, Nintendo DS)
- Power Pocket Dash (2006, Game Boy Advance)
- Pavapuro-kun Pocket 9 (2006, Nintendo DS)
- Pavapuro-kun Pocket 10 (2007, Nintendo DS)
- Pavapuro-kun Pocket 11 (2008, Nintendo DS)
- Pavapuro-kun Pocket 12 (2009, Nintendo DS)
- Pavapuro-kun Pocket 13 (2010, Nintendo DS)
- Pavapuro-kun Pocket 14 (2011, Nintendo DS)

Pro jakjú Spirits sorozat
- Pro jakjú Spirits 2004 (2004, PlayStation 2)
  - Pro jakjú Spirits 2004 Climax (2004, PlayStation 2)
- Pro jakjú Spirits 2 (2005, PlayStation 2)
- Pro jakjú Spirits 3 (2006, PlayStation 2, Xbox 360)
- Pro jakjú Spirits 4 (2007, PlayStation 2, PlayStation 3)
- Pro jakjú Spirits 5 (2008, PlayStation 2, PlayStation 3)
  - Pro jakjú Spirits 5 kanzen-ban (2008, PlayStation 2, PlayStation 3)
- Pro jakjú Spirits 6 (2009, PlayStation 2, PlayStation 3)
- Pro jakjú Spirits 2010 (2010, PlayStation 2, PlayStation 3, PlayStation Portable)
- Pro jakjú Spirits 2011 (2011, Nintendo 3DS, PlayStation 3, PlayStation Portable)
- Pro jakjú Spirits 2012 (2012, PlayStation 3, PlayStation Portable, PlayStation Vita)
- Pro jakjú Spirits 2013 (2013, PlayStation 3, PlayStation Portable, PlayStation Vita)
- Pro jakjú Spirits 2014 (2014, PlayStation 3, PlayStation Portable, PlayStation Vita)
- Pro jakjú Spirits Living Manager (2014, televíziók)
- Pro jakjú Spirits 2015 (2015, PlayStation 3, PlayStation Vita)

Különálló játékok
- Dzsikkjó Power Pro Wrestling ’96: Max Voltage (1996, Super Famicom)
- Power Pocket Kósien (2005, Nintendo DS)
- Acumare! Pavapuro-kun no DS Kósien (2006, Nintendo DS)
- MLB Bobblehead! (2010, PlayStation 3, Xbox 360)
- MLB Bobblehead Battle (2011, Xbox 360)